# Kelly Oxford
Kelly Oxford (* 1977 in Edmonton, Alberta, Kanada) ist eine kanadische Autorin und Bloggerin.

## Leben
Oxford wurde ursprünglich durch ihre Beiträge bei Twitter bekannt. Sie begann im Alter von 5 Jahren zu schreiben und wird heute z. B. als Queen of Twitter bezeichnet. Ihre mehr als 700.000 Twitter-Follower (Stand Oktober 2016) verfolgen ihre Beobachtungen aus dem täglichen Leben. Sie verschlüsselt die Namen von Personen und Ereignissen nicht, sondern benennt sie.
Im Oktober 2016 reagierte Oxford auf sexistische Äußerungen von Donald Trump, Kandidat der Republikanischen Partei bei der US-Präsidentschaftswahl am 8. November 2016, und rief Frauen dazu auf, unter dem Hashtag #notokay ihre Erlebnisse zu veröffentlichen.
Oxford ist verheiratet, hat drei Kinder, zog 2012 nach Los Angeles und lebt als Hausfrau (Stay-at-home mom) mit ihrem Mann und ihren Kindern.

## Veröffentlichungen
- 2013: Everything Is Perfect When You're a Liar (Alles ist bestens, solange du lügst). It Books/Harper Collins, New York City, ISBN 978-0-06-210222-5.[6]